# علي بن أبي طالب (قرية)
قرية على بن أبي طالب هي إحدى القرى التابعة لمركز بدر في محافظة البحيرة في جمهورية مصر العربية. حسب إحصاءات سنة 2006، بلغ إجمالي السكان في على بن أبي طالب 2745 نسمة، منهم 1489 رجل و1256 امرأة.